# Tüschen
 Tüschen is een deel van de stad Heiligenhaus in Noordrijn-Westfalen in Duitsland.
Tüschen ligt aan de Uerdinger linie, in het traditionele Nederduitse gebied van de Zuid-Nederfrankische dialectregio. Tüschen ligt ten zuiden van de Ruhr en hoort niet bij het Ruhrgebied.